# Museo ferroviario della Puglia

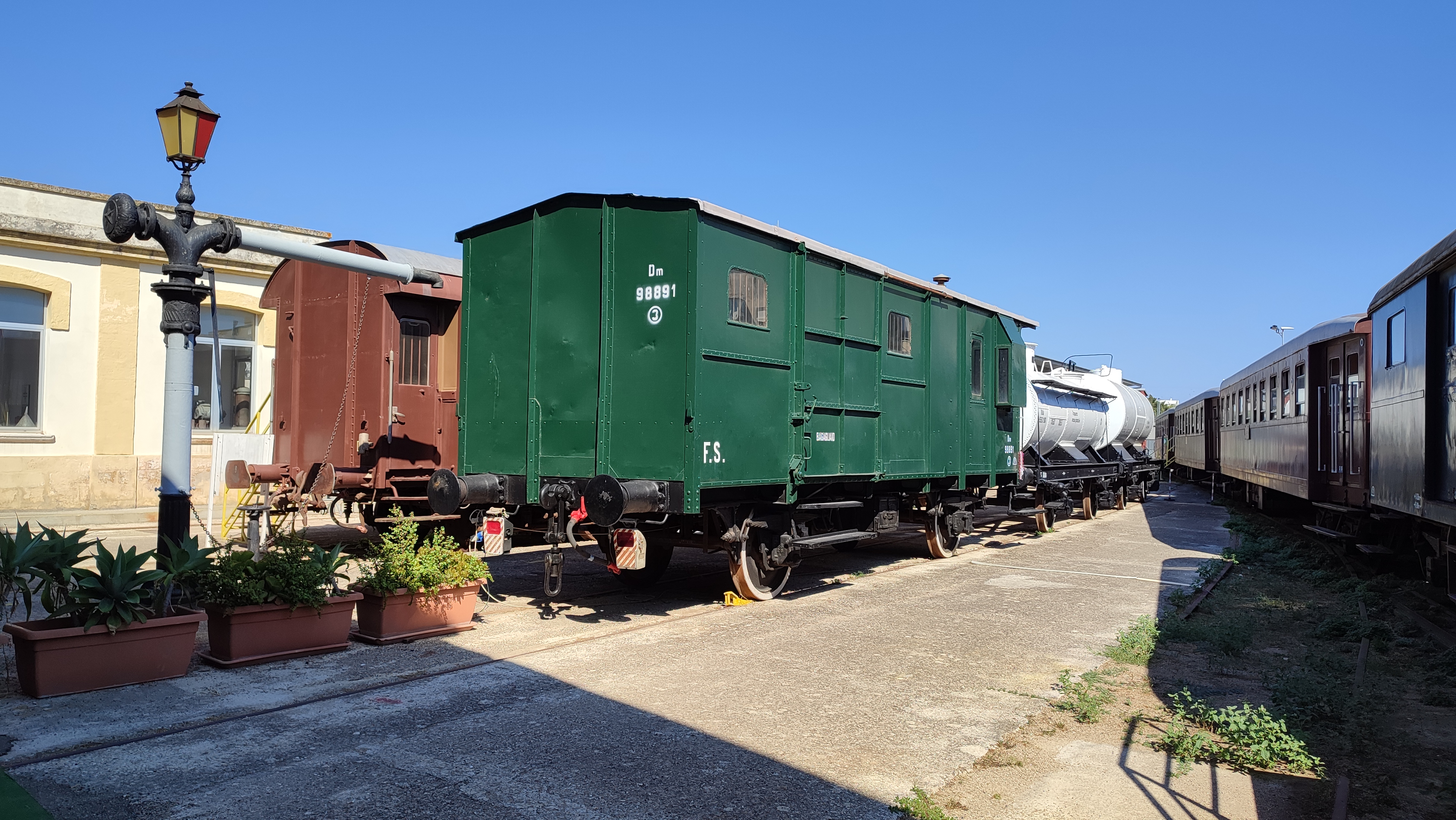
Piazzale esterno del museo con colonna idrica proveniente dalle AFS e i rotabili esposti all'esterno

Il museo ferroviario della Puglia è un museo sito a Lecce, presso l’ex squadra rialzo della Stazione di Lecce.

## Storia
L'Associazione Ionico-Salentina Amici delle Ferrovie (AISAF) è stata fondata nel 1997 con l'obiettivo di istituire un museo ferroviario nel territorio salentino ad opera di un gruppo di lavoratori delle ferrovie che avevano unito le forze già dal 1989 per diffondere la cultura ferroviaria.
Il museo ferroviario della Puglia, gestito in collaborazione con il Comune di Lecce quale proprietario degli edifici, si trova nei capannoni dell'ex squadra rialzo dalle Ferrovie dello Stato, in funzione sino al febbraio 1992, data nella quale le lavorazioni si trasferirono nei più moderni fabbricati di Surbo Scalo. Con il sostegno delle stesse Ferrovie dello Stato e delle Ferrovie del Sud Est, nel 2010, terminati i lavori di ristrutturazione degli edifici, iniziava l’allestimento del museo.

## Collezione
Nella struttura sono esposti 35 rotabili provenienti dal parco mezzi FS, FSE e della ex Manifattura Tabacchi di Lecce.
Locomotive a vapore

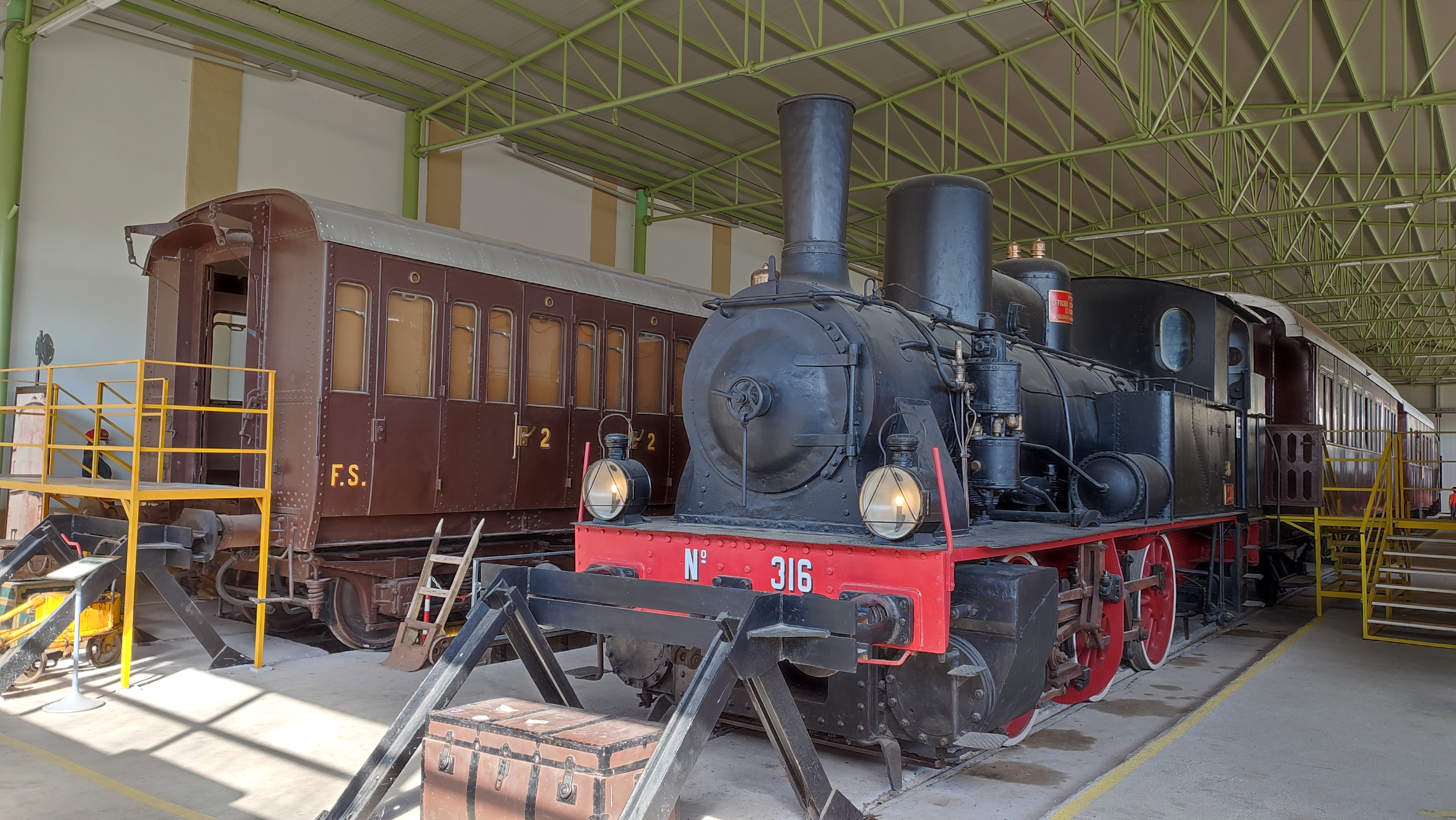
Locomotiva a vapore N°316 delle FSE precedentemente appartenuta alle AFS nei capannoni del museo

- Locomotiva a vapore Gr.905.043. Costruzione Breda, 1911
- Locomotiva a vapore Gr.835.244. Costruzione OM, 1911
- Locomotiva a vapore FSE 316. Costruzione Reggiane, 1913

Locomotive elettriche
- Locomotiva elettrica E.626.033. Costruzione OM-CGE, 1932
- Locomotiva elettrica E.444.069. Costruzione Casaralta-Italtrafo, 1973

Locomotive Diesel
- Locomotiva Diesel-elettrica BB.159 FSE. Costruzione Reggiane-Marelli, 1959
- Locomotiva Diesel-elettrica BB.169 FSE. Costruzione FIAT-OMECA, 1970

Locomotive da manovra
- Locomotive elettriche da manovra E.323.105 ed E.324.105. Costruzione TIBB, 1966
- Locomotiva da manovra B 103 FSE. Costruzione Greco/Deutz, 1959

Automotori/Automotrici
- Automotore 207.023. Costruzione Badoni, 1934
- Automotore 216.0042. Costruzione Badoni, 1967
- Automotore VL 5169/L Manifattura Tabacchi Lecce. Costruzione Badoni, 1963
- Automotore 56298 Manifattura Tabacchi Lecce. Costruzione Greco/Deutz, 1956
- Automotrice Ad 06 "MAN" FSE. Costruzione Stanga, 1939
- Automotrice Ad 72 "Breda" FSE. Costruzione IMAM/Aerfer, 1959

Carrozze/Carri
- Carrozze bagagliai DU 950 e DU 951 FSE. Costruzione Stanga, 1937
- Carrozza bagagliaio-riscaldatore VDrz 809.251. Costruzione Breda, 1942
- Carrozza bagagliaio Dm 98.891. Costruzione Cantieri Riuniti dell'Adriatico, 1932
- Carrozze Bz 36111 e Bz 36484. Costruzione Tallero, 1931 e 1933
- Carrozza a due assi C 151 FSE. Costruzione Piaggio, 1925
- Carrozza a carrelli ABz 758 FSE. Costruzione Carminati & Toselli, 1936
- Carrozze a carrelli Bz 612 e Bz 614 FSE. Costruzione Breda, 1947
- Carrozze a due assi CTcr 454 FSE. Costruzione Miani e Silvestri, 1903
- Carrozza cellulare Kz 48622. Costruzione 1954
- Carro chiuso Manifattura Tabacchi Lecce. Costruzione OFM, 1926
- Carri cisterna M 950150 e M 550842. Rispettivamente costruzione GYÖR 1900 e Breda 1917
- Vari carri merci FSE

All'interno sono inoltre presenti alcuni diorami e plastici in scala H0 nonché alcuni carrelli di servizio sia FS che FSE.